# Murahely
Murahely (korábban Deklezsin, szlovénül: Dokležovje,  vendül Dekležovje, egykor Dekležin) falu Szlovéniában, a Muravidéken. Közigazgatásilag Belatinc községhez tartozik.

## Fekvése
Muraszombattól 7 km-re délre, Belatinctől 5 km-re nyugatra a Mura völgyében az Öreg-Mura bal partján fekszik.

## Története
Területén már az ókorban éltek emberek, ezt bizonyítják a határában található halomsírok.
A település első írásos említése 1381-ből való "Duclisy" néven, ekkor Nemti (ma Lenti) várának része volt. 1389-ben "Doclisy", 1408-ban "Duklossy", 1428-ban "Doklesy", 1481-ben "Doklysyn" alakban szerepel a korabeli forrásokban.
A 15.-17. században a belatinci uradalom része volt, s az alsólendvai Bánffy család birtokolta. A Bánffyakat követték a Csákyak, akik alig egy évszázadig voltak a falu birtokosai, végül a 19. században a Gyika család kezében volt az uradalom.
A falu első szakrális épülete az 1669-ben említett Keresztelő Szent János kápolna volt. A kápolna fából épült harangtoronnyal, belül Szent István és Szent Imre képeivel. Ezt a kápolnát gyakran veszélyeztette a Mura áradása, ezért a 19. században templom építését határozták el, mely végül 1844 és 1846 között épült fel.
Vályi András szerint "DEKLESIN. Deklesavje. Tót falu Szala Vármegyében, földes Ura Gróf Csáky Uraság, lakosai katolikusok, fekszik Alsó Lendvától nem meszsze, Belatincznak szomszédságában, határja gazdag, vagyonnyai nevezetesek, tulajdonságaira nézve lásd Gumiliczát, mellyhez hasonló, első Osztálybéli."
Fényes Elek szerint "Deklesin, vindus falu, Zala vgyében, a belatinczi uradalomban, 420 kath. lak."
Az 1910. évi népszámlálás szerint 730, többségben szlovén lakosa volt, jelentős magyar kisebbséggel. Zala vármegye Alsólendvai járásához tartozott. 1920-ban a trianoni békeszerződés értelmében a Szerb–Horvát–Szlovén Királyság kapta meg. 1941-ben ismét magyar fennhatóság alá került, 1945-ben Jugoszlávia visszakapta. 1991 óta a független Szlovénia része. 2002-ben 960 lakosa volt.

## Nevezetességei
- Szent István király tiszteletére szentelt római katolikus temploma 1846-ban épült.
- Mária-kápolnáját 1885-ben építették.
- Római kori halomsírok.